# Monika Cichocka
Monika Cichocka – polska śpiewaczka operowa, sopran.

## Kariera muzyczna
Karierę wokalną rozpoczęła mając siedemnaście lat. Ukończyła z wyróżnieniem Akademię Muzyczną we Wrocławiu, w klasie profesor Danuty Paziukówny jako stypendystka Ministra Kultury i Sztuki.
W 1992 roku w zabrzańskim Domu Muzyki i Tańca zorganizowano koncert pod nazwą „Serce za serce”, na który artystka została zaproszona przez tenora Plácido Domingo, z którym wspólnie wystąpiła na scenie.

### Nagrody
- jednogłośne I Grand Prix na 34. Międzynarodowym Konkursie Wokalnym w Tuluzie (1988)[3][4]
- laureatka Międzynarodowego Konkursu Wokalnego w Genewie
- Złota Maska[3] za partię tytułową w operze Aida

### Role operowe i operetkowe
Wybrane role operowe i operetkowe:
- Adriana Lecouvreur w roli tytułowej
- Aida w roli tytułowej
- Baron cygański jako Saffi
- Carmen jako Micaëla
- Così fan tutte jako Fiordiligi
- Cyganeria jako Mimì
- Czarodziejski flet jako Pamina
- Dama pikowa jako Liza
- Dialogi karmelitanek jako Blanche
- Don Giovanni jako Donna Anna
- Echnaton jako Nefretete
- Eugeniusz Oniegin jako Tatiana
- Falstaff jako Alice Ford
- Faust jako Małgorzata
- Holender tułacz jako Senta
- Księżniczka czardasza jako Sylvia Varescu
- Makbet jako Lady Makbet
- Moc przeznaczenia jako Donna Leonora
- Nabucco jako Abigaille
- Opowieści Hoffmanna jako Giullieta
- Pajace jako Nedda
- Porgy i Bess jako Serena
- Reigen jako młoda kobieta Emma
- Tosca w roli tytułowej
- Trubadur jako Leonora (razem z włoskim tenorem Salvatorem Licitrą[1])
- Wyrywacz serc jako Klementyna